# Museo arte Gallarate
Il Museo arte Gallarate (noto anche con l'acronimo di MA*GA), già conosciuto dal 1966 come Civica Galleria d'Arte Moderna di Gallarate, è gestito dal 2009 dalla Fondazione Galleria d'Arte Moderna e Contemporanea Silvio Zanella che vede come soci fondatori il Ministero per i Beni e le Attività Culturali e il Comune di Gallarate, e come partner istituzionali Regione Lombardia e Provincia di Varese.
Il Maga, nel marzo 2010, ha così aperto, a quarant'anni dalla sua nascita, in un complesso architettonico di 5.000 metri quadri e con una collezione che all'oggi conta 5.500 opere.
Il 14 febbraio 2013 il museo venne colpito da un incendio , che danneggiò gravemente la struttura ma non lesionò le opere d'arte. Gli spazi furono riaperti nei due anni successivi.

## Collezione
Il Museo nasce nel 1966, in seguito alle acquisizioni del Premio Nazionale Arti Visive Città di Gallarate istituito nel 1949 e attivo ancora oggi, conserva più di 5.500 opere tra dipinti, sculture, installazioni, libri d'artista, fotografie, oggetti di design e opere di grafica che offrono ai visitatori un ricco e articolato panorama dei principali orientamenti artistici dalla metà del Novecento ai giorni nostri, con aperture sulle ricerche contemporanee internazionali.

### Esposizione
Il percorso espositivo segue un criterio tematico attorno a tre nuclei fondamentali: l'arte in Italia tra gli anni venti e gli anni cinquanta, le declinazioni della pittura informale e le ricerche spazialiste, e gli sviluppi dell'arte dagli anni settanta ai giorni nostri, rinnovandosi frequentemente attraverso l'esposizione di opere a rotazione che approfondiscono i temi delle mostre temporanee.

### Artisti
Tra gli artisti in collezione ricordiamo , Carlo Carrà, Mario Sironi, Mario Bardi, Renato Guttuso, Ernesto Treccani, Emilio Vedova, Ennio Morlotti, Giuseppe Santomaso, Afro Basaldella, Ferdinando Chevrier, Atanasio Soldati, Enrico Prampolini, Carlo Ramous, Bruno Munari, Fausto Melotti, Lucio Fontana, Dadamaino, Antonio Del Donno, Gianni Colombo, Piero Gilardi, Studio Azzurro, Enrica Borghi, Adrian Paci, Ottonella Mocellin e Nicola Pellegrini, Chiara Dynys, Bianco-Valente e Alice Cattaneo, cui si aggiungono le nuove acquisizioni tra cui Massimo Bartolini, Marcello Simonetta, Alessandra Spranzi, Moira Ricci, Rossella Biscotti, Diego Marcon, Luca Trevisani, Marzia Migliora che testimoniano la dinamicità di una collezione sempre in crescita.

### Collezione del Museo MA*GA
Le collezioni del Museo Maga ospitano le seguenti opere d'arte degne di nota:
- Atanasio Soldati, Autoritratto (Self-portrait), 1930
- Mario Sironi, Alpino e Nave (Alpine and Ship), 1939
- Gianni Monnet, Costruzione (Construction), 1946
- Ennio Morlotti, La pace (Peace), 1949
- Emilio Vedova, L'urto (The bump), 1949
- Silvio Consadori, Composizione (Composition), 1950
- Bruno Munari, Progetto per negativo-positivo (Project for negative-positive), 1950
- Mario Radice, Composizione pentagonale (Pentagonal composition), 1950
- Angelo Del Bon, Fiori (Flowers), 1950
- Raffaele De Grada, San Gimignano (St Gimignano), 1951
- Atanasio Soldati, Ambiguità (Ambiguity), 1951
- Gillo Dorfles, Immagini ambigue (Ambiguous figures), 1951
- Afro Basaldella, A De Falla, 1952
- Nino Di Salvatore, Struttura spaziale in tensione (Spatial structure in tension), 1952
- Augusto Garau, Composizione (Composition), 1952
- Aldo Carpi, Sulla spiaggia (On the beach), 1953
- Carlo Carrà, Firenze (Florence), 1953
- Bruno Cassinari, Donna in viola (Woman in purple), 1953
- Gino Meloni, Il gallo (The rooster), 1954
- Ernesto Treccani, L'accusa (The prosecution), 1955
- Ennio Morlotti, Paesaggio (Landscape), 1955
- Cesare Peverelli, Naissance, 1958
- Emilio Scanavino, Immediatamente prima (Immediately before), 1960
- Dadamaino, Volume a moduli sfasati (Volume to offset modules), 1960
- Lucio Fontana, Concetto spaziale (Spatial concept), 1960
- Giuseppe Guerreschi, Città invasa (Invaded city), 1960
- Davide Boriani, Superficie magnetica (Magnetic surface), 1961
- Chiara Dynys, Tutto/Niente, 2004

### Centro di Ricerca
Nel 2023 viene inaugurato il Centro di Ricerca Italia 2050 che raccoglie l'attività di ricerca dedicata alla collezione, gli archivi storici e la biblioteca specialistica. Nella biblioteca, oltre ai volumi più aggiornati sulle ricerche contemporanee, sono consultabili gli archivi del MAC, del Madì, della Mail art e del Premio Nazionale Arti Visive Città di Gallarate. Sono inoltre conservati i fondi dedicati a Silvio Zanella, fondatore del museo, Marinella Pirelli e Vittorio Tavernari. 

## Attività espositiva e culturale
Nel progetto di promozione dell'arte contemporanea si inserisce un ricco programma di mostre temporanee dedicate ai diversi ambiti della ricerca artistica. Il museo ha sempre sviluppato e approfondito due direzioni: la rilettura storico-critica del XX secolo attraverso progetti espositivi che mettono in luce autori e percorsi importanti per più recente passato e il sostegno alle ricerche più attuali, che proseguono l'obiettivo di un continuo aggiornamento del patrimonio museale. Rientrano nel primo caso le mostre antologiche dedicate a Amedeo Modigliani e Alberto Giacometti corredate da cataloghi con scritti critici e scientifici sugli artisti.
Negli ultimi anni, inoltre, il MAGA si è aperto sempre più alle tendenze attuali puntando l'attenzione anche sull'arte internazionale e la stretta contemporaneità, all'interno di questa direzione la mostra dedicata a Marcelì Antunez Roca, a Carsten Nicolai, la collettiva When the impossibile Happens e Long Play, edizione del 2011 del Premio Nazionale Arti Visive di Gallarate che dagli anni cinquanta ad oggi, con cadenza pluriennale, contribuisce all'attività espositiva del Museo e all'incremento della collezione permanente.
Accanto al calendario espositivo e connesso con questo, quello degli eventi; il MAGA infatti pone particolare attenzione alla cura di eventi rivolti all'interazione tra arti visive, musica, teatro e danza, nella convinzione che la contaminazione tra i linguaggi sia un luogo ricchissimo di ricerca, d'incontro e scambio e di arte intesa come esperienza diretta. Ne sono stati esempio il progetto artistico Jesus di Nico Vascellari (2011), il festival Performazioni con Ryoji Ikeda (2011) e Linguaggi estranei con Christian Fennesz e Thomas Köner (2009), e gli eventi che vengono organizzati in occasione della giornata del contemporaneo AMACI.
In data 14 febbraio 2013 si è sviluppato un incendio mentre erano in corso delle riparazioni al tetto della struttura e per evitare danni alle opere esposte, queste sono state spostate temporaneamente nei magazzini del museo.
Il 19 Aprile 2015 il museo riapre tutti gli spazi in occasione della mostra MISSONI, L'ARTE IL COLORE, evento dedicato alla storia della casa di moda e al dialogo tra l'opera di Ottavio Missoni e la scena artistica italiana del XX Secolo.
Nel Dicembre 2017 inaugura la prima mostra in Europa dedicata all'opera pittorica dello scrittore americano Jack Kerouac.
Tra il 2021 e il 2022 il museo organizza una serie di mostre dedicate alla creazione dei linguaggi artistici contemporanei come Impressionisti. Alle origini della modernità e Andy Warhol. Serial Identity.

## Dipartimento educativo
Il Dipartimento educativo del Maga nasce nel 1998 con l'intento di accogliere principalmente il pubblico delle scuole e avvicinarlo all'arte in un momento essenziale e delicato della formazione dell'individuo, quando comincia a nutrire il proprio sguardo critico sulle cose. Con la consapevolezza che l'incontro con l'opera sia un'occasione di scoperta in ogni età, il dipartimento nel corso degli anni ha ampliato la propria utenza in molte altre direzioni, specificando le proprie proposte per fasce d'età e pubblici differenti. Così, oltre ai laboratori didattici con le scuole di ogni ordine e grado, il dipartimento organizza corsi d'introduzione all'arte contemporanea, conferenze specialistiche e dibattiti tematici, studiando e progettando di anno in anno nuove proposte, percorsi teorici e pratici, workshop dedicati agli artisti in formazione, stage universitari, progetti di alternanza scuola lavoro che mirano ad avvicinare i ragazzi al mondo delle professioni di ambito artistico, viaggi culturali, eventi e progetti speciali, accogliendo ogni anno oltre 10.000 visitatori.
Comune a tutte le più diverse proposte è il punto di partenza delle attività formative: la relazione con l'opera e le derive di senso che essa genera anche nel nostro più ordinario quotidiano.

## Mostre
| Titolo                                                              | Data di inizio   | Data di fine      | Luogo                              |
| ------------------------------------------------------------------- | ---------------- | ----------------- | ---------------------------------- |
| Paolo Masi. Doppio Spazio                                           | 6 maggio 2018    | 16 settembre 2018 | Museo MAGA                         |
| Eva Frapiccini - Dancing in the memory palace                       | 3 dicembre 2017  | 22 marzo 2018     | Museo MAGA                         |
| Kerouac - Beat Painting                                             | 3 dicembre 2017  | 22 marzo 2018     | Museo MAGA                         |
| Oksana Mas. Spiritual Cities                                        | 8 ottobre 2017   | 7 gennaio 2018    | Museo MAGA                         |
| La voce degli artisti: storia del MAGA in 30 opere                  | 11 marzo 2017    | 31 dicembre 2017  | Museo MAGA                         |
| La collezione: percorsi d'arte astratta                             | 12 marzo 2017    | 24 settembre 2017 | Museo MAGA                         |
| Global Learning: pratiche artistiche e attività educative al MAGA   | 17 giugno 2017   | 3 settembre 2017  | Museo MAGA                         |
| Marcello Morandini: ILBIANCOILNERO                                  | 12 marzo 2017    | 30 luglio 2017    | Museo MAGA                         |
| Mauro Galliani: storie d'Italia                                     | 2 aprile 2017    | 11 giugno 2017    | Museo MAGA                         |
| Mario Giacomelli. La collezione della città di Lonato del Garda     | 19 marzo 2017    | 4 giugno 2017     | Palazzo Leone da Perego            |
| Matteo Spertini - questo il presidente non lo sa                    | 1 aprile 2017    | 1 maggio 2017     | Museo MAGA                         |
| Giorgio Vicentini e Salvatore Lovaglio                              | 15 febbraio 2017 | 31 marzo 2017     | SEA Malpensa                       |
| Mirabili Mostri. L'apocalisse secondo Baj                           | 6 novembre 2016  | 26 febbraio 2017  | Palazzo Leone da Perego            |
| Ritmo sopra tutto: cinquant'anni di storia e di arte al MAGA        | 15 ottobre 2016  | 19 febbraio 2017  | Museo MAGA                         |
| Recounting the present                                              | 8 settembre 2016 | 20 ottobre 2016   | Museo MAGA                         |
| Urban mining / Rigenerazioni urbane                                 | 14 maggio 2016   | 18 Septembre 2016 | Museo MAGA                         |
| Missoni, Art, Colour                                                | 6 maggio 2016    | 14 settembre 2016 | Fashion and textile museum, London |
| Ugo la Pietra. Abitare è essere ovunque a casa propria              | 16 aprile 2016   | 18 settembre 2016 | Museo MAGA                         |
| Franco Fossa. La figura e i suoi luoghi                             | 30 aprile 2016   | 26 giugno 2016    | Palazzo Leone da Perego            |
| Le stanze della Fotografia                                          | 5 marzo 2016     | 10 aprile 2016    | Palazzo Leone da Perego            |
| Dammi una voce - Opera site specific di Mme Duplok                  | 5 marzo 2016     | 10 aprile 2016    | Palazzo Leone da Perego            |
| Marco Introini. Ritratti di Monumenti                               | 20 febbraio 2016 | 20 marzo 2016     | Museo MAGA                         |
| Un Realismo Dialettico. Pittura italiana tra 1919 e 1970            | 20 febbraio 2016 | 28 marzo 2016     | Museo MAGA                         |
| BORA di Yuri ANcarani - MUSEO CHIAMA ARTISTA                        | 20 febbraio 2016 | 28 marzo 2016     | Museo MAGA                         |
| L'armonia della forma. Angelo Bozzola e il MAC                      | 28 novembre 2015 | 21 febbraio 2016  | Palazzo Leone da Perego            |
| MISSONI. L'ARTE, IL COLORE                                          | 19 aprile 2015   | 24 gennaio 2016   | Museo MAGA                         |
| Sul Farsi del Luogo, una mostra di Maurizio De Caro                 | 22 febbraio 2015 | 10 marzo 2015     | Palazzo Minoletti, Legano          |
| Raphael Cuomo e Maria Iorio (di "Voglio vedere le mie montagne")    | 14 febbraio 2015 | 15 marzo 2015     | Museo Cantonale d'Arte di Lugano   |
| Voglio vedere le mie montagne                                       | 7 febbraio 2015  | 15 marzo 2015     | Museo MAGA                         |
| Gottardo Ortelli                                                    | 30 gennaio 2015  | 2 novembre 2015   | SEA Malpensa                       |
| Marinella Senatore Jammin' Drama Project - MUSEO CHIAMA ARTISTA     | 8 dicembre 2014  | 31 dicembre 2014  | Museo MAGA                         |
| Gianni Caravaggio                                                   | 31 ottobre 2014  | 11 gennaio 2014   | Museo MAGA                         |
| Mario Cresci. Ex Post                                               | 6 settembre 2014 | 19 ottobre 2014   | Museo MAGA                         |
| Giorgio Vicentini. Colore Soggettivo                                | 7 maggio 2014    | 19 settembre 2014 | Museo MAGA                         |
| Francesco Bertocco. Eclissi                                         | 3 maggio 2014    | 8 giugno 2014     | Museo MAGA                         |
| Lidia Sanvito. Psicoggetti                                          | 3 maggio 2014    | 8 giugno 2014     | Museo MAGA                         |
| Mariagiovanna Nuzzi. Deserti. Un antE-film                          | 5 aprile 2014    | 2 maggio 2014     | Museo MAGA                         |
| Gainluca e Massimiliano De Serio. Un ritorno - MUSEO CHIAMA ARTISTA | 5 aprile 2014    | 2 maggio 2014     | Museo MAGA                         |
| Andrea Magaraggia. L'ordine spontaneo                               | 9 marzo 2014     | 3 aprile 2014     | Museo MAGA                         |
| Impressions. Emanuele Becheri                                       | 9 marzo 2014     | 3 aprile 2014     | Museo MAGA                         |
| Belvedere: paesaggi e visioni nella collezione del MAGA             | 9 febbraio 2014  | 3 agosto 2014     | Museo MAGA                         |
| Project Room                                                        | 8 febbraio 2014  | 8 maggio 2014     | Museo MAGA                         |
| Vittore Frattini a Malpensa                                         | 16 dicembre 2013 | 12 maggio 2014    | SEA Malpensa                       |
| Alternative Nomadi - Mediterranea 16                                | 4 dicembre 2013  | 22 dicembre 2013  | Museo MAGA                         |
| With a little help from my FRIENDS. Artisti per il MAGA             | 23 novembre 2013 | 22 dicembre 2013  | Museo MAGA                         |
| Omar Galliani Alessandro Busci, a cura di Flavio Caroli             | 25 novembre 2012 | 14 febbraio 2013  | Museo MAGA                         |
| Libri d'artista e altri racconti                                    | 13 ottobre 2012  | 11 novembre 2012  | Museo MAGA                         |
| ABITARE MINIMO, una ricerca sull'essenzialità dell'abitare          | 12 maggio 2012   | 8 luglio 2012     | Museo MAGA                         |
| LONG PLAY                                                           | 3 marzo 2012     | 22 luglio 2012    | Museo MAGA                         |
| Aldo Tagliaferro. L'immagine trovata (opere 1970-2000)              | 26 novembre 2011 | 29 gennaio 2012   | Museo MAGA                         |
| Voglio soltanto essere malato. Multimedia Art Platform              | 26 novembre 2011 | 29 gennaio 2012   | Museo MAGA                         |
| NEXT ARTS. Opere finaliste del concorso                             | 26 novembre 2011 | 29 gennaio 2012   | Museo MAGA                         |
| When the Impossible Happens                                         | 8 ottobre 2011   | 13 novembre 2011  | Museo MAGA                         |
| Roberto Floreani / Alchemica                                        | 1 luglio 2011    | 2 ottobre 2011    | Museo MAGA                         |
| GIACOMETTI The Spirit of the Twentieth Century                      | 5 marzo 2011     | 19 giugno 2011    | Museo MAGA                         |
| Cosa fa la mia anima mentre sto lavorando?                          | 14 novembre 2010 | 13 febbraio 2011  | Museo MAGA                         |
| CARSTEN NICOLAI                                                     | 1 ottobre 2010   | 31 ottobre 2010   | Museo MAGA                         |
| Flash 80                                                            | 8 luglio 2010    | 8 ottobre 2010    | Museo MAGA                         |
| IL MISTICO PROFANO omaggio a Modigliani                             | 20 marzo 2010    | 20 giugno 2010    | Museo MAGA                         |